# Nymphaea abhayana
Nymphaea abhayana ist eine Seerosenart, welche in Indien vorkommt.

## Beschreibung

### Vegetative Merkmale
Nymphaea abhayana ist eine einjährige Wasserpflanze. Die Blätter sind überwiegend submers. Die Blattspreite ist 13–15 cm lang und 16–18 cm breit. Die grünen Blattstiele sind unbehaart.

### Generative Merkmale
Die 5–6 cm breiten Blüten schwimmen auf der Wasseroberfläche, ragen aber jedoch nie über diese hinaus. Die vier 3,7–4 cm langen und 0,8–1,2 cm breiten Kelchblätter weisen eine auffällige Nervatur auf. Die sieben 2,9–3,5 cm langen und 0,5–0,7 cm breiten Blütenblätter sind bläulich-violett gefärbt. Das Androeceum besteht aus 13 Staubblättern. Die Blüten haben 6–7 Narbenstrahlen. Die kugelige, 0,7–2 cm breite Frucht trägt kugelförmige Samen.

## Reproduktion

### Generative Vermehrung
Blüte und Fruchtbildung erfolgen von Oktober bis Dezember.

## Taxonomie

### Erstbeschreibung
Die Erstbeschreibung erfolgte durch A. Chowdhury und M. Chowdhury im Jahr 2016.

### Typusexemplar
Das Typusexemplar von Nymphaea abhayana wurde von Anurag et al. am 16. November 2014 im Gorumara-Nationalpark, Westbengalen, Indien, gesammelt.

### Position innerhalb der GattungNymphaea
Diese Art steht Nymphaea nouchali nahe.

## Etymologie
Das spezifische Epitheton abhayana ehrt Prof. Abhaya Prasad Das von der Universität von Nordbengalen und der Rajiv Gandhi Universität.

## Gefährdungsstatus
Nymphaea abhayana hat ein sehr enges Verbreitungsgebiet, Es ist eine seltene Art.

## Ökologie

### Lebensraum
Diese Art kommt in temporären aquatischen Lebensräumen vor, die im Winter gänzlich austrocknen.